# Colonia San José, Guerrero
Colonia San José är en ort i Mexiko.   Den ligger i kommunen Tlacoapa och delstaten Guerrero, i den sydöstra delen av landet, 240 km söder om huvudstaden Mexico City. Colonia San José ligger 2 234 meter över havet och antalet invånare är 128.
Terrängen runt Colonia San José är kuperad åt sydväst, men åt nordost är den bergig. Runt Colonia San José är det ganska glesbefolkat, med 24 invånare per kvadratkilometer. Närmaste större samhälle är Malinaltepec, 13,8 km öster om Colonia San José. I omgivningarna runt Colonia San José växer huvudsakligen savannskog.